# 양서출장소
양서출장소(陽西出張所)는 옛 경기도 김포군 양서면이 1963년에 서울특별시에 편입되어 설치된 출장소이다. 당시 관할 구역은 현재의 강서구의 일부를 관할하였다.

## 연혁
- 1962년 12월 12일 : 경기도 김포군 양서면의 전역이 서울특별시 영등포구로 편입되었다.[1]
- 1963년 1월 1일 : 이 지역을 양서출장소를 설치하였다.[2]
  - 발산동(내발산동·외발산동)
  - 공항동(오곡동·오쇠동)
  - 과해동
  - 방화동
  - 개화동
- 1970년 5월 18일 : 신곡동을 화곡1·2동으로 분동, 개화동을 방화동으로 병합[3]
- 1970년 12월 31일 : 화곡2동을 화곡본동으로 개칭[4]
- 1975년 10월 1일 : 화곡1동을 화곡1·2동 및 신월동으로 분동, 신정동을 신정 1·2동으로 분동[5]
- 1977년 9월 1일 : 양서출장소 지역이 옛 양동출장소 지역과 함께 강서구로 승격되어 양서출장소가 폐지되었다.

## 같이 보기
- 강서구 (서울특별시)
- 양동출장소
- 양서면 (김포군)
- 양천구